# Aulnoy-lez-Valenciennes
Aulnoy-lez-Valenciennes – miejscowość i gmina we Francji, w regionie Hauts-de-France, w departamencie Nord.
Według danych na rok 1990 gminę zamieszkiwało 8029 osób, a gęstość zaludnienia wynosiła 1312 osób/km² (wśród 1549 gmin regionu Nord-Pas-de-Calais Aulnoy-lez-Valenciennes plasuje się na 105. miejscu pod względem liczby ludności, natomiast pod względem powierzchni na miejscu 585.).